# David Clarke (hockeista su ghiaccio)
David Clarke (Peterborough, 5 agosto 1981) è un ex hockeista su ghiaccio britannico, di ruolo attaccante.

## Carriera
Esordì nella stagione 1996-1997 nella British National League (BNL) con i Peterborough Pirates (13 presenze e 1 gol).
Dopo alcuni anni passò con il Newcastle Jesters (48 presenze e 4 gol), poi ritornò con i Peterborough Pirates (10 presenze e 4 gol); successivamente giocò nei Milton Keynes Kings (29 presenze e 22 gol) e nei London Knights (10 presenze e 2 gol).
Dopo una stagione con i Guildford Flames (41 presenze  e 30 gol) nella Findus British National League (FBNL), passò nei Nottingham Panthers (48 presenze  e 15 gol) dove giocò per 4 stagioni.
Nel 2007-2008 approdò in Italia, con la maglia dell'Hockey Club Alleghe, dove collezionò 12 presenze e 4 gol durante la stagione regolare ed altre tre (con un gol) nei play-off.
Dalla stagione successiva e fino al ritiro (al termine della stagione 2017-2018) ha giocato con i Nottingham Panters, con cui ha vinto per altre quattro volte i play-off della EIHL, per sei volte la EIHL Cup e - a livello europeo - un'edizione della IIHF Continental Cup.

## Statistiche
Statistiche aggiornate a luglio 2011.

### Club
| Stagione  | Squadra              | Stagione regolare | Stagione regolare | Stagione regolare | Stagione regolare | Stagione regolare | Stagione regolare | Playoff | Playoff | Playoff | Playoff | Playoff |
| Stagione  | Squadra              | Lega              | P                 | G                 | A                 | Pt                | PIM               | P       | G       | A       | Pt      | PIM     |
| --------- | -------------------- | ----------------- | ----------------- | ----------------- | ----------------- | ----------------- | ----------------- | ------- | ------- | ------- | ------- | ------- |
| 1996-1997 | Peterborough Pirates | BNL               | 13                | 1                 | 0                 | 1                 | 0                 |         |         |         |         |         |
| 1997-1998 | Peterborough Pirates | BNL               | 34                | 9                 | 9                 | 18                | 8                 |         |         |         |         |         |
| 1998-1999 | Peterborough Pirates | BNL               | 30                | 6                 | 10                | 16                | 53                | 6       | 4       | 0       | 4       | 2       |
| 1999-2000 | Peterborough Pirates | BNL               | 35                | 19                | 22                | 41                | 81                | 8       | 8       | 3       | 11      | 40      |
| 2000-2001 | Newcastle Jesters    | BISL              | 41                | 4                 | 3                 | 7                 | 6                 |         |         |         |         |         |
| 2001-2002 | Peterborough Pirates | BNL               | 10                | 4                 | 5                 | 9                 | 24                |         |         |         |         |         |
|           | Milton Keynes Kings  | BNL               | 29                | 22                | 23                | 45                | 45                | 5       | 1       | 0       | 1       | 0       |
|           | London Knights (UK)  | BISL              | 10                | 2                 | 1                 | 3                 | 0                 | 1       | 0       | 0       | 0       | 0       |
| 2002-2003 | Guildford Flames     | BNL               | 33                | 27                | 17                | 44                | 77                | 8       | 5       | 5       | 10      | 6       |
| 2003-2004 | Nottingham Panthers  | EIHL              | 44                | 14                | 16                | 30                | 49                | 4       | 2       | 2       | 4       | 4       |
| 2004-2005 | Nottingham Panthers  | EIHL              | 50                | 27                | 19                | 46                | 24                | 10      | 5       | 9       | 14      | 4       |
| 2005-2006 | Nottingham Panthers  | EIHL              | 38                | 8                 | 9                 | 17                | 71                | 2       | 1       | 0       | 1       | 0       |
| 2006-2007 | Nottingham Panthers  | EIHL              | 50                | 34                | 23                | 57                | 106               | 4       | 1       | 1       | 2       | 2       |
| 2007-2008 | Alleghe              | Italy             | 12                | 4                 | 4                 | 8                 | 10                | 3       | 1       | 1       | 2       | 6       |
| 2008-2009 | Nottingham Panthers  | EIHL              | 35                | 25                | 15                | 40                | 44                | 4       | 3       | 5       | 8       | 4       |
| 2009-2010 | Nottingham Panthers  | EIHL              | 55                | 33                | 29                | 62                | 92                | 3       | 0       | 2       | 2       | 6       |
| 2010-2011 | Nottingham Panthers  | EIHL              | 63                | 45                | 39                | 84                | 52                | 4       | 1       | 1       | 2       | 9       |
| 2011-2012 | Nottingham Panthers  | EIHL              | 0                 | 0                 | 0                 | 0                 | 0                 |         |         |         |         |         |

### Nazionale
| Stagione  | Livello           | Risultati    | Risultati | Risultati | Risultati | Risultati | Risultati |
| Stagione  | Livello           | Competizione | P         | G         | A         | Pt        | PIM       |
| --------- | ----------------- | ------------ | --------- | --------- | --------- | --------- | --------- |
| 1998-1999 | Great Britain U18 | WJC-18 B     | 5         | 0         | 1         | 1         | 8         |
|           | Great Britain U20 | WJC-20 C     | 4         | 2         | 1         | 3         | 18        |
| 1999-2000 | Great Britain U20 | WJC-20 C     | 4         | 4         | 3         | 7         | 4         |
|           | Great Britain     | WC B         | 7         | 0         | 0         | 0         | 2         |
| 2000-2001 | Great Britain U20 | WJC-20 D2    | 4         | 3         | 2         | 5         | 4         |
|           | Great Britain     | WC D1        | 5         | 2         | 0         | 2         | 6         |
| 2001-2002 | Great Britain     | WC D1        | 5         | 0         | 1         | 1         | 10        |
| 2002-2003 | Great Britain     | WC D1        | 5         | 0         | 0         | 0         | 8         |
| 2003-2004 | Great Britain     | WC D1        | 5         | 4         | 3         | 7         | 2         |
| 2004-2005 | Great Britain     | WC D1        | 5         | 2         | 6         | 8         | 4         |
| 2005-2006 | Great Britain     | WC D1        | 5         | 1         | 5         | 6         | 14        |
| 2006-2007 | Great Britain     | WC D1        | 1         | 0         | 2         | 2         | 0         |
| 2007-2008 | Great Britain     | WC D1        | 5         | 3         | 5         | 8         | 0         |
| 2008-2009 | Great Britain     | WC D1        | 5         | 3         | 2         | 5         | 2         |
|           | Great Britain     | OQ           | 3         | 3         | 1         | 4         | 2         |
| 2009-2010 | Great Britain     | WC D1        | 5         | 0         | 1         | 1         | 2         |
| 2010-2011 | Great Britain     | WC D1        | 5         | 4         | 3         | 7         | 4         |

## Palmarès

### Club
- Elite Ice Hockey League: 5

 Nottingham Panthers: 2006-07, 2010-11, 2011-12, 2012-13, 2015-16
- Elite Ice Hockey League - Challenge Cup: 6

 Nottingham Panthers: 2003-04, 2009-10, 2010-11, 2011-12, 2012-13, 2013-14, 2015-16
- IIHF Continental Cup: 1

 Nottingham Panthers: 2016-2017

### Nazionale
- Campionato del mondo D1: 2 secondi posti

 Regno Unito 2001, 2011
- Campionato del mondo D1: 1 terzo posto

 Regno Unito 2009

### Individuale
- Campionato del mondo D1:

2005: Maggior assist (6)
2011: Maggior gol (4)
- Elite Ice Hockey League:

2004-05: Most Goals by British Player (31)
2004-05: MVP
2006-07: Most Goals by British Player (34)
2009-10: All-Star First Team
- BNL:

1997-98: Most Improved Player
1998-99: Young Player of the Year
- FBNL:

2002-03: MVP
- Altro:

2009-10: Best British Forward
2010-11: Top British Points Scorer